# Требавски корпус ЈВуО
Требавски корпус је био корпус Југословенске војске у Отаџбини који је деловао на простору Требаве, тачније у срезовима Грачаница, Градачац, Брчко и део среза добојског.
Корпус је бројао око 4.300 припадника, крајем децембра 1944. године.
Командант корпуса био је протојереј Саво Божић.

## Састав корпуса

### Команданти
- Командант: протојереј Саво Божић
- Заменик команданта: капетан Василије Лалић
- Помоћник команданта: капетан Павле Гајић
- Командант операција: пуковник Ђуро Поповић
- Командант Требавско-посавског округа: капетан Михаило Лалић
- Корпусни свештеници: јереј Светозар Поповић (до 1945) и јереј Ђуро Бижић

### Бригаде
- Прва требавска бригада
- Друга требавска бригада
- Трећа требавска бригада
- Четврта требавска бригада
- Пета посавска бригада
- Шеста посавска бригада
- Седма посавска бригада
- Осма посавска бригада